# Sergueï Bubka (tennis)
Pour les articles homonymes, voir Bubka.
Sergueï Bubka, Jr, né le 10 février 1987 à Donetsk, est un joueur de tennis ukrainien professionnel entre 2005 et 2015.

## Biographie
Il est le fils du perchiste Sergueï Bubka, ancien recordman du monde. Ayant débuté le tennis à l'âge de 7 ans à Donetsk, sa famille s'installe à Monaco en 1996 et il devient membre du Monte-Carlo Country Club.
Il a été en couple pendant plusieurs années avec la n°1 mondial Victoria Azarenka. Il se marie à la mairie de Monaco en octobre 2017 avec Arnella Mitus.
Il est diplômé de l'ATP University en 2011.

## Carrière
Sergueï Bubka remporte de nombreux tournois chez les juniors et réalise ses meilleures performances en 2005 en atteignant les demi-finales de l'Open d'Australie et la finale en double à Roland-Garros avec Jérémy Chardy. Son meilleur classement est une 4e place.
Il joue en Coupe Davis pour l'Ukraine depuis 2005 et hormis l'année 2013 où il n'a pas joué, il n'a manqué aucune rencontre depuis ses débuts dans la compétition. Lors de la Coupe Davis 2009, il joue les barrages du groupe mondial à Charleroi. Associé à Serhiy Stakhovsky, il remporte le double contre Xavier Malisse et Olivier Rochus (7-65, 3-6, 6-4, 7-64) mais perd le simple décisif contre Steve Darcis (6-2, 6-1, 6-0). En 2014, il retrouve la Belgique en barrages et perd de nouveau le double avec Stakhovsky contre la paire Bemelmans-Rochus. Sélectionné à 22 reprises avec un bilan de 16 victoires pour 12 défaites, il a reçu le Davis Cup Commitment Award pour son engagement dans l'épreuve.
Alors qu'il écume avec plus ou moins de succès les tournois secondaires, sa carrière se débloque en 2008 lorsqu'il atteint les demi-finales aux tournois Challenger de Karshi et Tcherkassy puis la finale à Donetsk, s'inclinant contre Igor Kunitsyn. Il joue l'année suivante ses premiers tournois de Grand Chelem et remporte au mois de mars le Challenger de Kyoto contre Takao Suzuki. En juin, il est demi-finaliste à Nottingham. Il est huitièmes de finaliste du tournoi de Newport en 2010 grâce à une victoire sur Chris Guccione. Fin août, victime d'un accident de voiture au Canada, il est contraint d'arrêter la compétition pendant trois mois.
Il reçoit début 2011 une invitation de la part des organisateurs de l'Open de Doha. Il signe à cette occasion sa meilleure victoire sur Daniel Gimeno-Traver, classé 56e (6-0, 6-3). Il s'incline au second tour contre Jo-Wilfried Tsonga. Il atteint également les huitièmes de finale à Dubaï où il profite de l'abandon Ivan Ljubičić, 14e mondial. En juillet, il atteint la finale du Challenger d'Astana, battu par Mikhail Kukushkin. Lors du Masters du Canada, il claque un service à 252km/h mais le record ne sera pas homologué car la balle a été jugée faute. En août, il passe le premier tour de l'US Open grâce à sa victoire sur Andreas Haider-Maurer (6-3, 6-2, 3-6, 6-4).
Il réalise en 2012 ses meilleurs résultats sur le circuit ATP en se qualifiant pour les deux premiers Masters de la saison. Il passe par ailleurs un tour à Miami en battant Ernests Gulbis (6-4, 6-4). Lors de sa tournée américaine, il commence par une demi-finale à Winnetka, puis une qualification à Newport et Atlanta et enfin une finale à Vancouver où il s'incline contre Igor Sijsling. Le 1er novembre vers 6 h 45, il se blesse lourdement lors d'une chute du troisième étage d'un immeuble avenue de Camoëns dans le 16e arrondissement de Paris et subit de nombreuses fractures. De retour d'une soirée, il rejoint l'appartement d'un ami et, après s'être enfermé par mégarde dans la salle de bains, il tente de passer dans la pièce voisine en passant par la fenêtre puis tombe dans une fosse d'ascenseur. Son pronostic vital est engagé, mais rapidement écarté dans la journée. Il passe plusieurs mois en rééducation afin de pouvoir rejouer au tennis.
Il est de retour sur les courts en janvier 2014 lors de l'Open d'Australie où il dispute les qualifications grâce à un classement protégé. Il enchaîne avec le tournoi Challenger de Bergame et l'Open de Dubaï. En manque de résultats, il est contraint de retourner jouer sur le circuit Future. Il remporte son seul match de l'année (hors circuit ITF) contre Denys Molchanov à Eckental. Classé au-delà de la 1000e place, il réalise cependant d'honorables performances en double en remportant notamment le Challenger d'Astana avec Marco Chiudinelli et en atteignant la finale du tournoi de Glasgow en 2015, son dernier tournoi.

## Parcours dans les tournois duGrand Chelem

### En simple
| Année | Open d'Australie | Open d'Australie | Internationaux de France | Internationaux de France | Wimbledon | Wimbledon | US Open        | US Open      |
| ----- | ---------------- | ---------------- | ------------------------ | ------------------------ | --------- | --------- | -------------- | ------------ |
| 2011  | —                | —                | —                        | —                        | —         | —         | 2e tour (1/32) | J.-W. Tsonga |

N.B. : à droite du résultat se trouve le nom de l'ultime adversaire.

### En double
N'a jamais participé à un tableau final.

## Parcours dans lesMasters 1000
| Année | Indian Wells          | Miami              | Monte-Carlo | Madrid | Rome | Canada | Cincinnati | Shanghai | Paris |
| ----- | --------------------- | ------------------ | ----------- | ------ | ---- | ------ | ---------- | -------- | ----- |
| 2012  | 1er tour N. Davydenko | 2e tour G. Monfils | —           | —      | —    | —      | —          | —        | —     |

N.B. : sous le résultat se trouve le nom de l’ultime adversaire.